# Барон Бассет из Уэлдона
Барон Бассет из Уэлдона (англ. Baron Basset of Weldon, англ. Baron Basset de Weldon) — дворянский титул в системе пэрства Англии, существовавший в 1299—1400 годах.
Существовали также титулы барон Бассет из Дрейтона, барон Бассет из Сапкота и барон Бассет из Страттона.

## История
Возможно, первым бароном был Ральф Бассет из Великого Уэлдона, который 28 июня 1276 года вызывался в парламент в Шрусбери как «Радульф Бассет из Уэлдона». Он умер вскоре после 28 декабря 1291 года. Но документально первым бароном Бассет из Уэлдона назван его сын, Ричард Бассет, который 26 января 1297 года был вызван на заседание парламента в Солсбери. Также он вызывался в парламент 6 января 1299 года как Ричард Бассет из Уэлдона и впервые был назван лордом Бассетом. Он участвовал 24 июня 1314 года в битве при Бэннокбёрне, в которой попал в плен, где и умер незадолго до 18 августа. 
Потомки Ральфа Бассета никогда не вызывались в парламент, хотя де-юре и считаются баронами Бассет из Уэлдона. Ему наследовал сын Ральф Бассет, де-юре 2-й барон Бассет из Уэлдона. Он умер незадолго до 4 мая 1341 года. 
Последним носителем титула был Ральф Бассет, 5-й барон Бассет из Уэлдона, который умер бездетным 9 января 1400 года, после чего титул исчез. Владения унаследовали сёстры его деда, Джоан и Алиенора.

## Бароны Бассет из Уэлдона
- Ральф Бассет из Великого Уэлдона (ум. ок. 1292), барон Бассет из Уэлдона в 1283[1].
- Ричард Бассет (ум. 1314), 1-й барон Бассет из Уэлдона с 1299, сын предыдущего[1].
- Ральф Бассет (ум. 1341), 2-й барон Бассет из Уэлдона с 1314, сын предыдущего[1].
- Ральф Бассет (до 1326 — после 1368), 3-й барон Бассет из Уэлдона с 1341, сын предыдущего[1].
- Ральф Бассет (ум. 6 июня 1385), 4-й барон Бассет из Уэлдона с ок. 1368, сын предыдущего[1].
- Ральф Бассет (ок. 1377 — 9 января 1400), 5-й барон Бассет из Уэлдона с 1385, сын предыдущего[1].